# 姫野ことめ
姫野 ことめ（ひめの ことめ、2000年7月16日 - ）は、日本のAV女優。カプセルエージェンシー所属。

## 略歴
2019年11月にAVデビュー。

## 人物
東京都出身。
特技はダンス。
デビュー前は大学の奨学金返済のため、吉原のソープランドに在籍していた。
AVライターの東風克智いわく「最後の一滴まで搾り取る、吉原の清純派泡姫」。

## 出演作品

### アダルトDVD
2019年
- 鶯○駅近くの有名大学に通う19歳うぶ女子大生 実は吉原で話題の予約の取れないソープ嬢AVデビュー!（11月1日、ムーディーズ）
- 超くびれ現代っ子体型の現役女子大生 姫野ことめ中出し解禁!! 生ハメの快感にハマって中出しおねだり合計7発（11月25日、kawaii*）[2]
- 近親寝取られ伯父相姦。 娘を豹変させたモラルの無い巨根。（12月25日、ダスッ!）

2020年
- 大学受験の当日、私はハゲオヤジに犯されました…。（2月7日、アタッカーズ）
- 恥辱の教育実習生 17（4月7日、アタッカーズ）
- 「先っぽ3cmまで!」僕と可愛い妹のギリギリ相姦未満性生活（4月17日、DOC）他出演:河奈亜依
- あの頃、制服美少女と。（5月2日、ドリームチケット）
- 絶対服従 いいなりメイド レズビアン調教 〜奴隷メイドの館〜（5月7日、ビビアン）共演:澤村レイコ
- 新田舎のお嬢様学校の女子○生をさらってレイプ、射精直前に「お前より可愛い娘を今すぐ電話で呼ばないと中出しするぞ」と脅して友達を連れてこさせてその娘もレイプ、そして結局全員にナマ中出し! 5（5月8日、サディスティックヴィレッジ）他出演:大川月乃、柳井める、桜井千春
- 羞恥 新任女教師が学習教材にされる男子校の性教育 生徒の目の前で無遠慮な指が膣に挿入される!プライドは崩壊するが、子宮の奥から愛液があふれ出る 3（5月8日、サディスティックヴィレッジ）共演:世良あさか、唯乃光
- #素人裏アカウント@04 電圧86倍のビッグバンローターをマ○コに入れて野外強制アクメ散歩で街中を引き回し!（6月11日、サディスティックヴィレッジ）他出演:桜井千春、柳井める
- パコれる素人さん。 DOC AMATEUR CH. vol.11（6月12日、DOC）※「ことめ」名義　他出演:えまっち、もなもな、Kaori
- 連れ子姉妹（6月26日、I.B.WORKS）共演:松本いちか
- 可愛すぎる素人美少女たちがガチ自宅で童貞くんを筆おろし! 初めて触る柔らかい生おっぱいの感触と包みこむような優しいプレイ! 大興奮した童貞くんの暴走ピストンで絶頂しまくり フィニッシュは生中出しで童貞卒業おめでとうSP!（6月26日、赤面女子）他出演:伊藤かえで、大川月乃、あおいれな
- どこでもフェラさせられちゃう素人娘たち 5 13人（7月7日、かぐや姫Pt）他出演:永瀬ゆい、ジューン・ラブジョイ、藍色なぎ、宮沢ちはる、松本いちか、生野ひかる、川原かなえ、辻芽愛里、美園和花、木原琴美、有栖るる
- 清楚で可愛くて図書委員の俺の彼女が隠れビッチなわけないだろ!（7月7日、かぐや姫Pt）
- 凄い腰ツキのペット娘 華奢美少女を飼って籠ってぬっぽり過激性交ハメ撮り（7月13日、オーロラプロジェクト・アネックス）
- WNTR 恐ろしいほど女に汚い先輩に自慢の美人母と可愛い妹を性玩具にされた悪夢（7月23日、グローリークエスト）共演:小早川怜子
- 両親の居ない日、僕たちは3人の妹と精子が枯れるまで1日中ヤリまくった。（7月24日、TMA）他出演:平手まな、弥生みづき
- 汗と唾液と精液の臭いに塗れて、彼氏の前で、性処理人形のように輪姦される私（7月25日、オーロラプロジェクト・アネックス）

2021年
- おしっこ114連発 98人（9月2日、グローリークエスト）

### VR
2019年
- 予約の取れないソープ嬢の超一級マットプレイ! 神サービスのお礼に…イッた直後も突きまくってイカせまくる絶頂の向こう側を味わう連撃ピストンVR（12月27日、kawaii*）

2020年
- 家出少女・ことめ 突然ボクの家に転がり込んだ女子校生にエッチの指導! イタズラして、ボク好みの女の子に飼いならして中出し!!（5月6日、MAX-A）
- 湿った黒パンスト 2 挑発オナニーJOI（5月13日、MAX-A）※オムニバス作品
- HQ 劇的超高画質 万引き犯をとっ捕まえて身体の隅々まで与える恥辱… 5 「一回だけって言ったのに… これで終わりにしてください…」（11月7日、ブイワンVR）

2021年
- HQ60fps ツンデレ世話焼き幼馴染のED復活ラブイチャ治療! 「幼馴染だから、仕方なくなんだからね!」（2月5日、TEPPAN）

### アダルトサイト
「MGS動画」
2020年
- 【初撮り】【絶頂を我慢出来ない少女】【女子大に通う19歳】趣味は読書の真面目な19歳が登場。「こんな年上の人とは初めて..」と話す彼女に..※感じ過ぎちゃう女の子のため、イヤホン推奨です。 応募素人、初AV撮影 138（4月14日、シロウトTV）
- ことめ(19)（4月22日、MOON FORCE）
- 【中出し!個人撮影】レイ/20歳/医療専門学生/アニメ声/オタク/腐女子/美乳/お風呂イチャイチャ/3発射/中出し2発!!!/フェラ/口内射精/グラインド騎乗位/電マ責め（7月13日、なまなま.net）※「レイ」名義

## 出演

### テレビ
- ビ〜チ9（2020年2月、テレビ埼玉） - マンスリーゲスト